# Шабац (городское поселение)
Шабац (серб. Град Шабац) — городское поселение в Сербии, входит в Мачванский округ.
Население городского поселения составляет 120 000 человек (2007 год), плотность населения составляет 151 чел./км². Занимаемая площадь — 795 км², из них 75,7 % используется в промышленных целях.
Административный центр городского поселения — город Шабац. Городское поселение Шабац состоит из 52 населённых пунктов, средняя площадь населённого пункта — 15,3 км².

## Статистика населения
| Год  | Население, чел. |
| ---- | --------------- |
| 1991 | 125 931         |
| 2001 | 123 093         |
| 2002 | 122 792         |
| 2003 | 122 313         |
| 2004 | 121 869         |
| 2005 | 121 287         |
| 2006 | 120 626         |
| 2007 | 120 000         |